# Tarsocryptus laboriosus
Tarsocryptus laboriosus is een mosdiertjessoort uit de familie van de Electridae. De wetenschappelijke naam van de soort is, als Biflustra laboriosa, voor het eerst geldig gepubliceerd in 2006 door Kevin John Tilbrook.